# Список умерших в 965 году

## Февраль
- 23 февраля — Оттон, граф Осера и Бона (955—965), герцог Бургундии (Оттон I) (956—965), граф Невера (956—965).

## Март
- 1 марта — Лев VIII, Папа Римский (963—965).
- 27 марта — Арнульф I, граф Фландрии (918—958 и 962—965)[1].

## Май
- 10 мая — Гедвига Саксонская, герцогиня Аквитании[2].
- 20 мая — Геро I Железный, маркграф Восточной Саксонской марки (937—965)[3].

## Июнь
- 25 июня — Гвидо, маркграф Ивреи (950—965)[4].

## Сентябрь
- 23 сентября — Аль-Мутанабби, арабский поэт.

## Октябрь
- 11 октября — Бруно I Великий, архиепископ Кёльна (953—965), герцог Лотарингии (954—965), католический святой[5].
- 19 октября — Ибн Хиббан, мусульманский учёный, мухаддис, историк, автор известных трудов, «шейх Хорасана»[6].

## Дата смерти неизвестна или требует уточнения
- Иосиф Вринга, византийский евнух, высокопоставленный придворный в правление императоров Константина VII и Романа II.
- Лето II де Макон, граф Макона (945—965), граф Безансона и архграф Бургундии (952—965).
- Хуан Цюань, китайский художник.